# 槍炮腰花
《枪炮腰花》（英語：Guns and Kidneys），是一部于2016年拍攝的黑色喜劇电影。由王千源、黃景瑜、张亮及陳意涵领衔主演。該電影于2016年9月开机，11月14日在內蒙古正式殺青。

## 剧情
影片讲述的是一个穷困潦倒的小人物阴差阳错闯入一场“拆迁风暴”，并因此引发一系列啼笑皆非的离奇遭遇和情感纠葛。

## 演员列表

### 主要演员
| 演员姓名 | 角色名称 | 介绍                           |
| 王千源   | 王硕     | 烧烤店老闆                     |
| 黃景瑜   | 阿蒙     | 社會低層青年，與小楚有感情線。 |
| 张亮     | 老三     | 開發商                         |
| 陳意涵   | 小楚     | 高冷少女，與阿蒙有感情線。     |

### 其他演员
| 演员姓名 | 角色名称 | 介绍 |
| 张蓝心   | 董菲菲   |      |
| 王劲松   |          |      |
| 孔維     |          |      |